# Zemský okres Kusel
Zemský okres Kusel (německy Landkreis Kusel) je zemský okres v německé spolkové zemi Porýní-Falc. Sídlem správy zemského okresu je město Kusel. Má přibližně 71 tisíc obyvatel. 

## Města a obce
Města:
1. Kusel
2. Lauterecken
3. Waldmohr
4. Wolfstein

Obce:
1. Adenbach
2. Albessen
3. Altenglan
4. Altenkirchen
5. Aschbach
6. Bedesbach
7. Blaubach
8. Börsborn
9. Bosenbach
10. Breitenbach
11. Brücken (Pfalz)
12. Buborn
13. Cronenberg
14. Deimberg
15. Dennweiler-Frohnbach
16. Dittweiler
17. Dunzweiler
18. Ehweiler
19. Einöllen
20. Elzweiler
21. Erdesbach
22. Eßweiler
23. Etschberg
24. Föckelberg
25. Frohnhofen
26. Ginsweiler
27. Glanbrücken
28. Glan-Münchweiler
29. Gries
30. Grumbach
31. Haschbach am Remigiusberg
32. Hausweiler
33. Hefersweiler
34. Heinzenhausen
35. Henschtal
36. Herchweiler
37. Herren-Sulzbach
38. Herschweiler-Pettersheim
39. Hinzweiler
40. Hohenöllen
41. Homberg
42. Hoppstädten
43. Horschbach
44. Hüffler
45. Jettenbach
46. Kappeln
47. Kirrweiler
48. Konken
49. Körborn
50. Kreimbach-Kaulbach
51. Krottelbach
52. Langenbach
53. Langweiler
54. Lohnweiler
55. Matzenbach
56. Medard
57. Merzweiler
58. Nanzdietschweiler
59. Nerzweiler
60. Neunkirchen am Potzberg
61. Niederalben
62. Niederstaufenbach
63. Nußbach
64. Oberalben
65. Oberstaufenbach
66. Oberweiler im Tal
67. Oberweiler-Tiefenbach
68. Odenbach
69. Offenbach-Hundheim
70. Ohmbach
71. Pfeffelbach
72. Quirnbach/Pfalz
73. Rammelsbach
74. Rathsweiler
75. Rehweiler
76. Reichweiler
77. Reipoltskirchen
78. Relsberg
79. Rothselberg
80. Ruthweiler
81. Rutsweiler am Glan
82. Rutsweiler an der Lauter
83. Sankt Julian
84. Selchenbach
85. Schellweiler
86. Schönenberg-Kübelberg
87. Steinbach am Glan
88. Thallichtenberg
89. Theisbergstegen
90. Ulmet
91. Unterjeckenbach
92. Wahnwegen
93. Welchweiler
94. Wiesweiler